# 克鲁斯卡尔坐标系
克鲁斯卡尔坐标系（或称作克鲁斯卡尔-塞凯赖什坐标系，英文或）是在史瓦西度规下建立的一种坐标系，名称来自于美国数学物理学家马丁·克鲁斯卡尔（Martin Kruskal）和匈牙利-澳大利亚数学家乔治·塞凯赖什。这种坐标系的优点在于它能够涵盖整个时空流形，使得奇点之外的所有点在坐标系中都存在定义，也就是说它能够将原有的在球坐标系下的史瓦西度规最大限度地推广到整个时空中。

## 定义

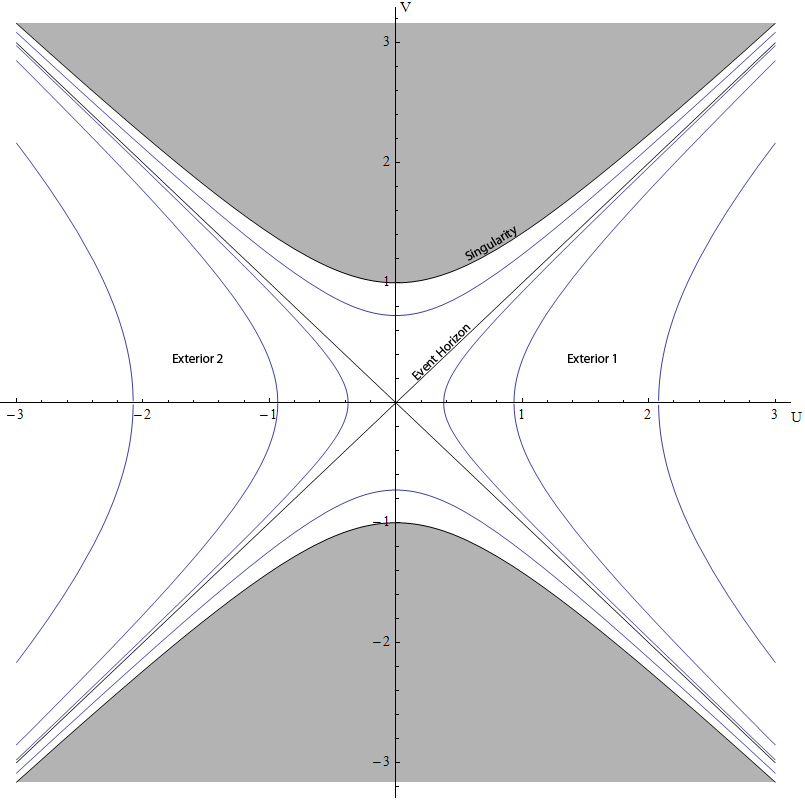
图1——Kruskal坐标

考虑在球坐标系下的史瓦西度规
{\displaystyle ds^{2}=-\left(1-{\frac {2GM}{r}}\right)dt^{2}+\left(1-{\frac {2GM}{r}}\right)^{-1}dr^{2}+r^{2}d\Omega ^{2}}
其中
{\displaystyle d\Omega ^{2}\ {\stackrel {\mathrm {def} }{=}}\ d\theta ^{2}+\sin ^{2}\theta \,d\phi ^{2}}
是二维球面{\displaystyle S^{2}\,}的线元。
将时间坐标{\displaystyle t\,}和径向坐标{\displaystyle r\,}做如下代换：
- 对于视界外部{\displaystyle r>2GM}的区域，

{\displaystyle T=\left({\frac {r}{2GM}}-1\right)^{1/2}e^{r/4GM}\sinh \left({\frac {t}{4GM}}\right)}
{\displaystyle R=\left({\frac {r}{2GM}}-1\right)^{1/2}e^{r/4GM}\cosh \left({\frac {t}{4GM}}\right)}
- 对于视界内部{\displaystyle 0<r<2GM}的区域，

{\displaystyle T=\left(1-{\frac {r}{2GM}}\right)^{1/2}e^{r/4GM}\cosh \left({\frac {t}{4GM}}\right)}
{\displaystyle R=\left(1-{\frac {r}{2GM}}\right)^{1/2}e^{r/4GM}\sinh \left({\frac {t}{4GM}}\right)}
在这些坐标下，史瓦西度规由下式给出：
{\displaystyle ds^{2}={\frac {32G^{3}M^{3}}{r}}e^{-r/2GM}(-dT^{2}+dR^{2})+r^{2}d\Omega ^{2},}
其中{\displaystyle r\,}的定义被隐含在
{\displaystyle T^{2}-R^{2}=\left(1-{\frac {r}{2GM}}\right)e^{r/2GM}}
或等价于
{\displaystyle {\frac {r}{2GM}}=1+W\left({\frac {R^{2}-T^{2}}{e}}\right)}
其中{\displaystyle W\,}是朗伯W函数。
这组由{\displaystyle \left(T,R,\theta ,\phi \right)\,}构成的坐标系称作坐标系，有时也称作坐标系。

## 图

### 坐标的性质
史瓦西黑洞的视界位于{\displaystyle r=2GM\,}，此时
{\displaystyle T^{2}-R^{2}=\left(1-{\frac {r}{2GM}}\right)e^{r/2GM}}
的右面为零，从而有
{\displaystyle T=\pm R\,}

图2——蓝色的双曲线族表示径向坐标为常数的面

即史瓦西黑洞的视界在平面上是两条45°的对角线。
对于一般的常数{\displaystyle r\,}，可以得到
{\displaystyle T^{2}-R^{2}={\text{constant}}\,}
即它们是平面上的一组双曲线。
对于一般的常数{\displaystyle t\,}，
{\displaystyle {\frac {T}{R}}=\tanh \left({\frac {t}{4GM}}\right)\,}
它们是通过原点的斜率为{\displaystyle \tanh(t/4GM)\,}的直线。注意到当{\displaystyle t\rightarrow \pm \infty \,}时{\displaystyle \tanh(t/4GM)=\pm 1\,}，从而等价于{\displaystyle T^{2}-R^{2}=0,}的情形。这表明{\displaystyle t=\pm \infty \,}和{\displaystyle r=2GM\,}描述的是同一个面。

### 图
如果像上节所述那样将时空图画到平面上就得到了像右面图1所示的图。图上的每一点都代表了一个二维球面。从图中可以看到：
- 径向坐标{\displaystyle r\,}可以从正无穷大连续变化到零，中间经过视界{\displaystyle r=2GM\,}。这个连续变化对应着图2中蓝色的双曲线族，其中经过轴的双曲线对应着{\displaystyle r>2GM\,}的情形，经过轴的双曲线对应着{\displaystyle r<2GM\,}的情形，双曲线的两条渐近线对应着{\displaystyle r=2GM\,}的视界。{\displaystyle r=0\,}对应着黑洞的奇点，而在那以外的部分（图2中的灰色区域）时间和空间坐标都没有定义。
- 时间坐标{\displaystyle t\,}可以从负无穷大连续变化到正无穷大，其范围涵盖了两条渐近线（两条45°的对角线）所夹的包含轴的部分，即在这范围内通过原点的所有直线。轴对应着时间坐标{\displaystyle t=0\,}的直线。
- 在坐标下，具有从负无穷大到正无穷大的连续定义，也一样，但两者在灰色区域仍然没有定义。

## 最大延伸的史瓦西解

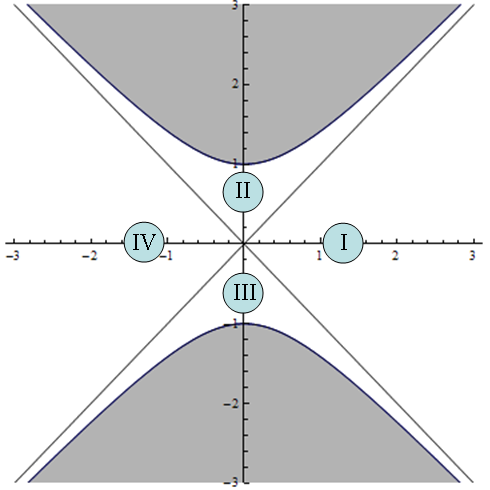
图3——最大延伸的史瓦西解所包含的四个不同时空

对于球坐标系下的史瓦西解而言，存在物理意义的径向坐标的范围是{\displaystyle 0<r<\infty \,}，且{\displaystyle r\neq 2GM\,}；但从上节我们已经看到在坐标系中，在避免撞上奇点{\displaystyle r=0\,}的前提下所允许的的范围是从负无穷大到正无穷大，并且{\displaystyle T^{2}-R^{2}<1\,}。在图中所描述的史瓦西解被称作最大延伸的史瓦西解（Maximally Extended Schwarzchild Solution），从图3中可以看到它包含有通过视界{\displaystyle r=2GM\,}分割的四个不同的时空：
| I   | 我们的宇宙   | {\displaystyle T^{2}-R^{2}<0} 且 {\displaystyle R>0}   | {\displaystyle 2GM<r}   |
| II  | 黑洞视界内部 | {\displaystyle 0<T^{2}-R^{2}<1} 且 {\displaystyle T>0} | {\displaystyle 0<r<2GM} |
| III | 白洞视界内部 | {\displaystyle 0<T^{2}-R^{2}<1} 且 {\displaystyle T<0} | {\displaystyle 0<r<2GM} |
| IV  | 镜像宇宙     | {\displaystyle T^{2}-R^{2}<0} 且 {\displaystyle R<0}   | {\displaystyle 2GM<r}   |

- 区域——史瓦西几何中{\displaystyle r>2GM\,}的时空，也就是黑洞视界以外，我们的渐进平直时空。
- 区域——史瓦西几何中{\displaystyle r<2GM\,}的时空，也就是史瓦西黑洞的内部。任何从区域经过视界{\displaystyle r=2GM\,}到达区域的物体都无法返回区域，并且它们的最终命运都是撞上奇点{\displaystyle r=0\,}。
- 区域——史瓦西几何中{\displaystyle r<2GM\,}区域的时间反演，也就是说物体可以从区域经过视界到达区域，但它们都无法返回区域。这就是理论上一个白洞的物理概念：白洞具有一个类似于宇宙大爆炸那样的过去的奇点，同时具有过去的视界（相对于区域中未来的奇点和未来的视界）。
- 区域——同样作为{\displaystyle r>2GM\,}的渐近平直时空，却不能通过时间流逝或反演从区域到达区域，或者反过来从区域到达区域，这是我们宇宙的一个镜像。在理论上，能够在这两个宇宙间建立联系的方法是虫洞（爱因斯坦-罗森桥）。假设将图上所描述的时空以为常数切成多个类空的表面，则在史瓦西几何中能够在短时间内存在一个连接两个渐进平直时空的虫洞。但在理论上，这个虫洞的敞开时间太短以至于任何类时的观察者都无法通过虫洞到达镜像时空中。